# Даниленко, Андрей Петрович
Андре́й Петро́вич Даниле́нко (укр. Андрій Петрович Даниленко; род. 21 мая 1956 года, Егорьевск, Московская область, РСФСР, СССР) — украинский политик, городской голова Евпатории (1998−2014).

## Образование
Высшее, в 1979 году окончил Московское высшее техническое училище им. Н. Э. Баумана по специальности производство корпусов, инженер-механик.

## Карьера
1979—1981 — служба в Советской Армии;
1981—1985 — мастер участка цеха № 92 Ленинградского завода «Большевик», г. Евпатория, инженер специального конструкторского бюро «Комплекс» Центрального научно-производственного объединения «Каскад» (Центр дальней космической связи), г. Евпатория;
1985—1990 — инструктор отдела пропаганды и агитации, инструктор промышленно-транспортного отдела, заведующий промышленно-транспортным отделом, заместитель заведующего организационным отделом Евпаторийского городского комитета Компартии Украины;
1990—1995 — второй секретарь Евпаторийского городского комитета Компартии Украины, председатель Евпаторийского городского совета народных депутатов;
1995—1998 — председатель Евпаторийского городского совета;
с 1995 — председатель Совета регионов при Совете Министров Автономной Республики Крым;
с 1998 по 2014 — Евпаторийский городской голова.

## Семья и личная жизнь
Жена — Мария Солнцева.

## Награды
- Орден князя Ярослава Мудрого V степени (2012 год)
- Орден «За заслуги» I, II и III степеней (1997[3], 2003 и 2006 годы)
- Знак отличия Автономной Республики Крым «За верность долгу» (2008 год)
- Заслуженный работник местного самоуправления Автономной Республике Крым (2001 год)
- Почетная грамота Совета министров Автономной Республики Крым (1998 год)
- 3 Благодарности Председателя Совета министров Автономной Республики Крым (2001, 2005 и 2010 годы)
- 2 благодарность начальника гражданской обороны Автономной Республики Крым (2003 и 2009 годы)
- Лауреат Крымской Республиканской премии им. С. Дувана.
- Благодарность Президента Украины (2009 год)
- Почётная грамота Кабинета Министров Украины (2011 года)
- 2 почётные грамоты Верховной рады Украины (2002 и 2010 годы)
- Почетная грамота МВД Украины (2000 год)
- Благодарность командующего Внутренними войсками МВД Украины (2007 год)
- Благодарность постоянного представителя президента Украины в Автономной Республике Крым (2005 год)
- Знак отличия Министерства труда и социальной политики Украины «Знак отличия» (2009 год)
- Почетная грамота Главного управления юстиции Министерства юстиции Украины в АРК (2006 год)
- Орден святого равноапостольного великого князя Владимира III степени (РПЦ)
- Орден святителя Дмитрия Ростовского (УПЦ МП).
- Лауреат Всеукраинского конкурса «Человек года 2009» в номинации «городской голова».

## Интересные факты
- 28.04.2011 журналисты газеты «Евпаторийская здравница» заявили о рейдерском захвате мэром своего предприятия. Именно так они расценили вынесение на сессию Евпаторийского горсовета вопроса о создании на базе действующей редакции газеты нового коммунального предприятия с таким же названием и по тому же адресу. Причем делалось все без согласования с трудовым коллективом «ЕЗ». Депутаты Евпаторийского городского совета проигнорировали протесты журналистов газеты «Евпаторийская здравница», отказались предоставить им слово на заседании и создали своё одноименное коммунальное предприятие по тому же адресу. При обсуждении вопроса на заседании сессии 29 апреля совпадение с адресом назвали «технической опечаткой».
- 30 июля 1994 года результате дорожно-транспортного происшествия с участием автомобиля мэра Андрея Даниленко в районе пгт Мирный погибла Анна Бандура. Следствию удалось замять инцидент после того, как вину на себя взял местный житель Медат Кадыров, а в заключении о смерти женщины, которое выдал главный судмедэксперт Евпатории В.Б. Полункин, главной причиной смерти стал атеросклероз коронарных артерий и диффузный кардиосклероз[4].